# 제이크 샌드비그
제이크 샌드비그(Jake Sandvig, 1986년 9월 8일 ~ )는 미국의 배우이다.
클로비스에서 태어났다.

## 출연 작품
- 언 에버그린 크리스마스 (2014년) - 체즈 역
- 아서 앤 바니즈 (2011년) - 아서 역
- 어 백 오브 해머스 (2010년) - 앨런 역
- 이지 A (2010년)
- 파이어드 업! (2009년)
- 오피셜 셀렉션 (2008년)
- 익스트림 무비 (2008년)
- 러버하트 (2007년) - 테드 역
- 피니싱 더 게임 (2007년)
- 스카이 하이 (2005년)
- 스토리 오브 어스 (1999년) - 조시 조던 역

### 텔레비전
- Once and Again (2001-02)